# レフ・マルキズ
レフ・マルキズ (ラテン文字転写：Lev Iocifovich Markiz；ロシア語: Лев Иосифович Маркиз、1930年11月1日 - 2023年4月4日) は、ロシアのヴァイオリニスト、指揮者。

## 経歴
生い立ち
1930年、モスクワで生まれた。父は経済学者で、ソ連財務人民委員会のメンバーであったが、1937年に弾劾され、母は小児科医であった。モスクワ音楽院でヴァイオリンをユーリ・ヤンケレヴィチ、室内楽をマリア・ユーディナに師事。その後、キリル・コンドラシンの下で指揮法を学んだ。
卒業後の活動
卒業後は、1955年から1964年まで、ヴァイオリン奏者としてルドルフ・バルシャイが指揮するモスクワ室内管弦楽団の初代コンサートマスターを務めたあと、指揮者に転身。
オランダ移住
1981 年にオランダに移住し、新アムステルダム・シンフォニエッタ、ジュネーブ室内管弦楽団の首席指揮者を務めた。2023年、ハーグにて死去。